# Hammerl László
Hammerl László (Budapest, 1942. február 15. – Budapest, 2024. május 3.) a Nemzet Sportolója címmel kitüntetett magyar olimpiai bajnok sportlövő, edző, orvos.

## Életpályája
1952-től a Ganz Villamossági Művek, 1957-től az MHSZ KLK, majd 1969-től az Újpesti Dózsa sportlövője volt. 1959-ben ifi Eb bronzérmet szerzett. 1961-ben háromszor végzett a negyedik helyen a budapesti ifi Eb-n. Ettől az évtől bekerült a magyar válogatottba. 
Első jelentős nemzetközi versenye az 1964. évi olimpia volt, ahol meglepetésre hetvenhárom induló közül fekvő lövésben arany-, összetettben pedig bronzérmet nyert. Fekvő lövésben azonos, 597 körös eredményt ért el az egyesült államokbeli Lones Wiggerrel, az amerikai versenyző azonban az utolsó sorozatban nyújtott rosszabb teljesítményével a második helyre szorult.
1965-ben Eb 4. volt csapatban. Az előző olimpiához hasonló holtverseny ismétlődött meg az 1968. évi olimpián, ahol a csehszlovák Jan Kurkával azonos, 598 körös teljesítményével Hammerl László szorult a második helyre.
Az 1969-es Eb-n sportpuska térdelő testhelyzetben 4. volt egyéniben, légpuska csapatban hetedik. Az 1970-es vb-n 9. volt fekvő egyéniben. Az 1974-es vb-n bronzérmet szerzett csapatban. 1975-ben Eb bronzérmes volt csapatban. Részt vett az 1972. évi müncheni és az 1976. évi montreali olimpián is, de nem sikerült pontszerző helyen végeznie. 1976-ban visszavonult az aktív sportolástól.
1968-ban a Semmelweis Orvostudományi Egyetemen általános orvosi oklevelet szerzett, majd 1973-ban fül-orr-gégészetből szakorvosi vizsgát tett. 1977 januárjától orvosi hivatása gyakorlása mellett elvállalta a magyar sportlövő válogatott szövetségi kapitányi tisztségét. 1982-ben a Testnevelési Főiskolán edzői, 1985-ben szakedzői oklevelet szerzett. 1986-tól a TF-en oktatott, 1991-től címzetes egyetemi docens lett. A Zágrábi Testnevelési Főiskola vendégtanára volt.
1989-ben a MOB tagja lett. Ettől az évtől technikai igazgató lett a szövetségben. 1991-ben az év magyar edzője választáson harmadik volt. 1996 szeptemberében lemondott a technikai igazgatói posztról. 1996-ban Új-Zélandon telepedett le, mivel meghívták a helyi sportlövő válogatott szövetségi kapitányának. 1999-ben hazatért és ismét a magyar válogatott vezetője lett. 2002-ben az Év magyar szövetségi kapitánya választáson második volt. 2004-től a Nemzet Sportolója volt.
2004-ben nem hosszabbították meg szerződését a válogatottnál. 2005-ben a Nemzeti Sportszövetség referense lett. Az Olimpikonok a drog ellen egyesület elnöke volt 2008-ig. A Magyar Sportlövő Szövetség alelnöke volt.

## Sporteredményei
- olimpiai bajnok (1964, Tokió: kisöbű sportpuska, fekvő, egyéni)
- olimpiai 2. helyezett (1968, Mexikóváros: kisöbű sportpuska, fekvő, egyéni)
- olimpiai 3. helyezett (1964, Tokió: kisöbű sportpuska, összetett, egyéni)
- világbajnoki 3. helyezett (1974, Thun: kisöbű sportpuska, álló, csapat)
- Európa-bajnoki 3. helyezett (1975, Bukarest: kisöbű sportpuska, térdelő, csapat)
- országos csúcs (nem hiteles világcsúcs) 1163 kör, kisöbű sportpuska 120 lövés (1963)

## Díjai, elismerései
- Az év magyar sportlövője (1964, 1968)
- Mesteredző (1985)
- Kemény Ferenc-díj (1996)
- A Nemzet Sportolója (2004)
- A Magyar Érdemrend tisztikeresztje (2017)